# Nikolái Orlov
Nikolái Orlov (en ruso: Николай Орлов) (fecha de nacimiento y defunción desconocida) fue un luchador ruso que compitió en los Juegos Olímpicos de 1908 en Londres.
Orlov ganó la medalla de plata olímpica en lucha libre en la categoría de peso de hasta 66,6 kg en los Juegos Olímpicos de Londres 1908. Obtuvo el segundo lugar en la categoría de peso ligero en estilo greco-romano detrás del italiano Enrico Porro, después de haber ganado tres peleas y perdiendo en la final olímpica.